# Orchis à un bulbe
Herminium monorchis
Espèce
Classification phylogénétique
Statut CITES
L’Orchis à un bulbe, ou Orchis musc ou Herminie des Alpes, (Herminium monorchis) est une espèce de plante herbacée vivace de la famille des Orchidacées des régions tempérées d'Europe et d'Asie.

## Description
C'est une petite plante de 10 à 30 cm, aux fleurs jaune verdâtre, dont le lobe médian du labelle est étroit et allongé, les deux latéraux plus courts.

## Floraison
La floraison s'étale de mai à juillet.

## Répartition
L'espèce se trouve de la France (sauf régions atlantiques - Normandie, Picardie et Boulonnais exceptés - et méditerranéennes) jusqu'au sud de la Norvège et de la Suède, en Europe centrale et en Europe de l'Est, jusqu'en Asie médiane.
Elle est signalée rare dans le Boulonnais, très rare ou disparue, en régression dans le territoire de la flore de Belgique et des régions voisines.

## Habitat
La plante se rencontre sur les pelouses sèches ou humides, sur des sols calcarifères, sur des sols sableux.

## Protection
En France, l'espèce est protégée en Alsace, en Basse-Normandie, dans le Centre, en Champagne-Ardenne, en Franche-Comté, en Haute-Normandie, en Île-de-France (présence sur le liste rouge régionale), en Lorraine, dans le Nord-Pas-de-Calais (présence sur la liste rouge régionale) et en Picardie.